# Qudula
Qudula è un comune dell'Azerbaigian situato nel distretto di Şəki. Conta una popolazione di 870 abitanti.